# Greer Peak
Greer Peak är en bergstopp i Antarktis. Den ligger i Västantarktis. Inget land gör anspråk på området. Toppen på Greer Peak är 799 meter över havet.
Terrängen runt Greer Peak är platt norrut, men söderut är den kuperad.  Trakten är obefolkad. Det finns inga samhällen i närheten. 